# Malcolmia
Genre
Malcolmia est un genre de plantes de la famille des Brassicaceae. 

## Synonymes
- Fedtschenkoa Regel & Schmalh.
- Strigosella Boiss.
- Wilckia Scop.

## Étymologie
William Townsend Aiton a créé le nom de Malcolmia en 1812 en l'honneur de William Malcolm, directeur des serres du Kensington Gardens jusqu'en 1798.

## Liste d'espèces
Le genre Malcomia compte une trentaine d'espèces.
Selon Tropicos (8 septembre 2019) (Attention liste brute contenant possiblement des synonymes) :
- Malcolmia aculeolata (Boiss.) Boiss.
- Malcolmia aegyptiaca Spreng.
- Malcolmia aegyptica Spreng.
- Malcolmia africana (L.) W.T. Aiton
- Malcolmia alyssoides DC.
- Malcolmia angulifolia Boiss. & Orph.
- Malcolmia arabica Velen.
- Malcolmia arenaria (Desf.) DC.
- Malcolmia auranatica Post
- Malcolmia behboudiana Rech. f. & Esfand.
- Malcolmia bicolor Boiss. & Heldr.
- Malcolmia biloba Pomel
- Malcolmia binervis Boiss.
- Malcolmia boissierana Jafri
- Malcolmia boissieriana Jafri
- Malcolmia brevipes (Kar. & Kir.) Boiss.
- Malcolmia broussonetii DC.
- Malcolmia bucharica Vassilcz.
- Malcolmia bungei Boiss.
- Malcolmia cabulica (Boiss.) Hook. f. & Thomson
- Malcolmia calycina Sennen
- Malcolmia chia DC.
- Malcolmia circinata Boiss.
- Malcolmia circinnata (Bunge) Boiss.
- Malcolmia confusa Boiss.
- Malcolmia conringioides Boiss.
- Malcolmia contortuplicata (Stephan) Boiss.
- Malcolmia cornuta Stapf
- Malcolmia crenulata (DC.) Boiss.
- Malcolmia cymbalaria Heldr. & Sartori ex Boiss.
- Malcolmia divaricata (Fisch.) Fisch.
- Malcolmia doumetiana Pomel
- Malcolmia erosa (Lag.) DC.
- Malcolmia exacoides (DC.) Spreng.
- Malcolmia flexuosa Sibth. & Sm.
- Malcolmia glaberrima Rech. f. & Esfand.
- Malcolmia gracilima Samp.
- Malcolmia graeca Boiss. & Spruner
- Malcolmia grandiflora Kuntze
- Malcolmia halophila Gilli
- Malcolmia heterophylla Caball.
- Malcolmia hispida Litv.
- Malcolmia humilis Z.X. An
- Malcolmia hydraea (Heldr. & Halácsy) Heldr. & Halácsy ex Heldr.
- Malcolmia hyrcanica Freyn & Sint.
- Malcolmia illyrica (Halácsy) Hayek
- Malcolmia incrassata DC.
- Malcolmia intermedia C.A. Mey.
- Malcolmia karelinii Lipsky
- Malcolmia koelzii Rech. f.
- Malcolmia komarovii Vassilcz.
- Malcolmia lacera DC.
- Malcolmia laxa (Lam.) DC.
- Malcolmia ledebourii Boiss.
- Malcolmia littorea (L.) W.T. Aiton
- Malcolmia longipetala Gilli
- Malcolmia lyrata Sm.
- Malcolmia macrocalyx (Halácsy) Rech. f.
- Malcolmia malacotricha Botsch. & Vved.
- Malcolmia malcolmioides (Coss. & Durieu) Greuter & Burdet
- Malcolmia maritima (L.) W.T. Aiton
- Malcolmia meyeri Boiss.
- Malcolmia micrantha Boiss. & Reut.
- Malcolmia mongolica Maxim.
- Malcolmia multicaulis Pomel
- Malcolmia multisiliqua Vassilcz.
- Malcolmia nana (Bunge) Boiss.
- Malcolmia naxensis Rech. f.
- Malcolmia nefudica Velen.
- Malcolmia orsiniana Ten.
- Malcolmia pamirica Botsch. & Vved.
- Malcolmia pancicii Adamović
- Malcolmia parviflora (DC.) DC.
- Malcolmia patula Lag. ex DC.
- Malcolmia perennans Maxim.
- Malcolmia pulchella (DC.) Boiss.
- Malcolmia pygmaea (DC.) Boiss.
- Malcolmia pyramidum C. Presl
- Malcolmia ramosissima (Desf.) Thell.
- Malcolmia runcinata C.A. Mey.
- Malcolmia scorpioides (Bunge) Boiss.
- Malcolmia scorpiuroides (Boiss.) Freyn
- Malcolmia scyria Rech. f.
- Malcolmia serbica Pančić
- Malcolmia spryginioides Botsch. & Vved.
- Malcolmia spryginoides Botsch. & Vved.
- Malcolmia stenopetala (Bernh. ex Fisch. & C.A. Mey.) Bernh. ex Ledeb.
- Malcolmia stricta Cambess.
- Malcolmia strigosa Boiss.
- Malcolmia tadshikistanica Vassilcz.
- Malcolmia taraxacifolia DC.
- Malcolmia tenuissima Botsch.
- Malcolmia tetracmoides (Boiss. & Hausskn.) Greuter & Burdet
- Malcolmia toppinii O.E. Schulz
- Malcolmia torulosa (Desf.) Boiss.
- Malcolmia trichocarpa Boiss. & Buhse
- Malcolmia triloba Spreng.
- Malcolmia turkestanica Litv.
- Malcolmia veluchensis Boiss. & Heldr.
- Malcolmia versicolor Pomel
- Malcolmia zachlensis Post

## Galerie

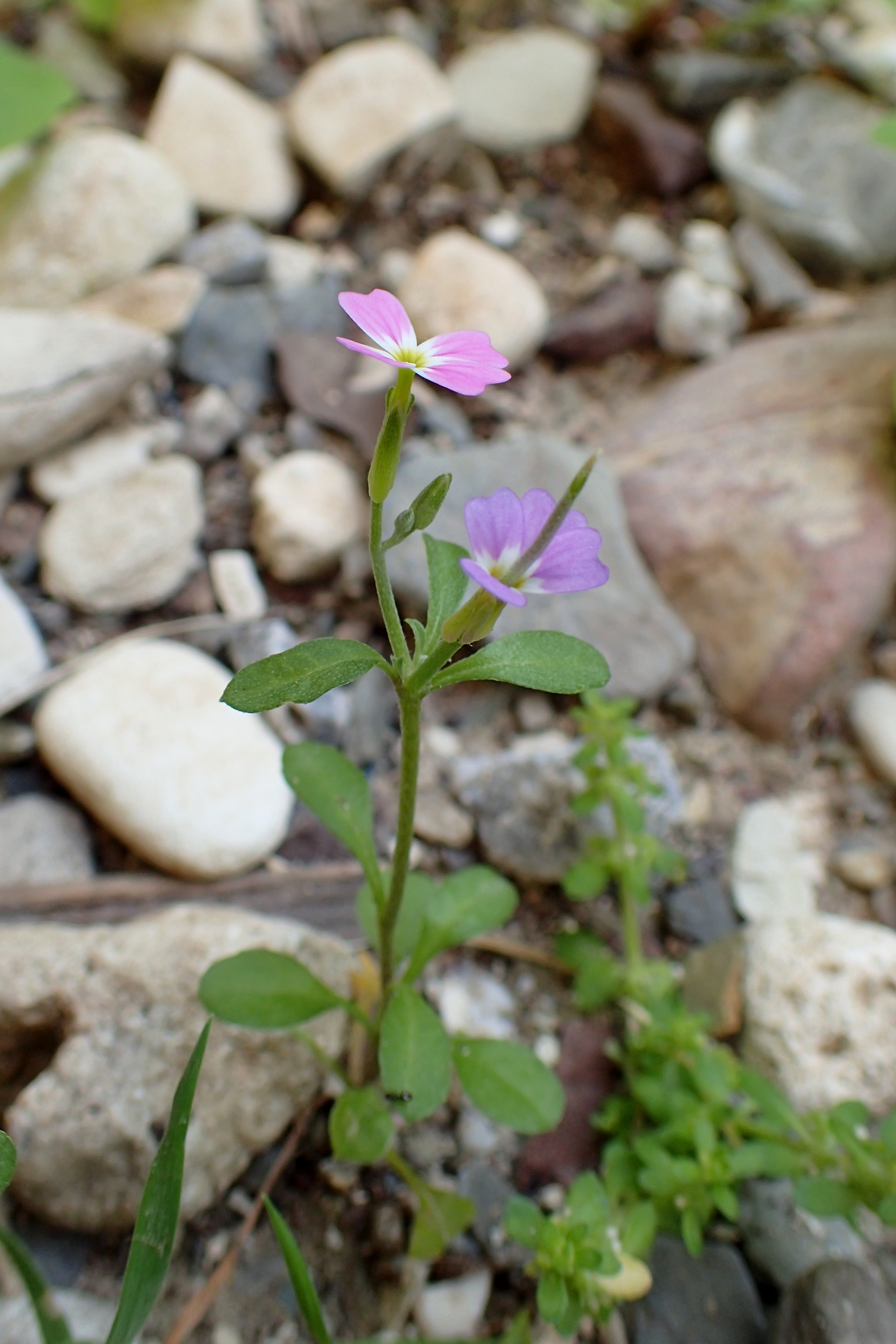
Malcolmia chia
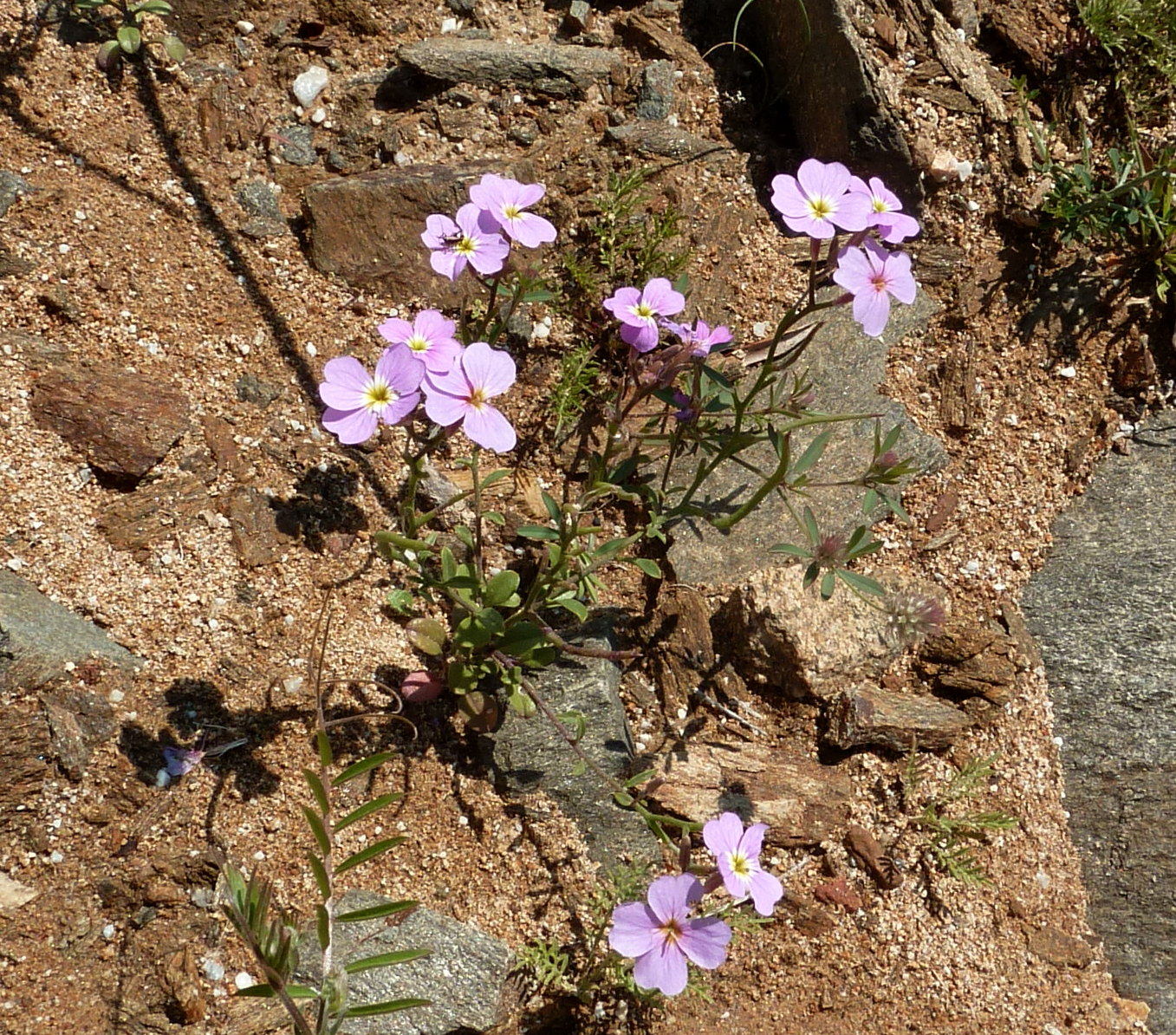
Malcolmia flexuosa
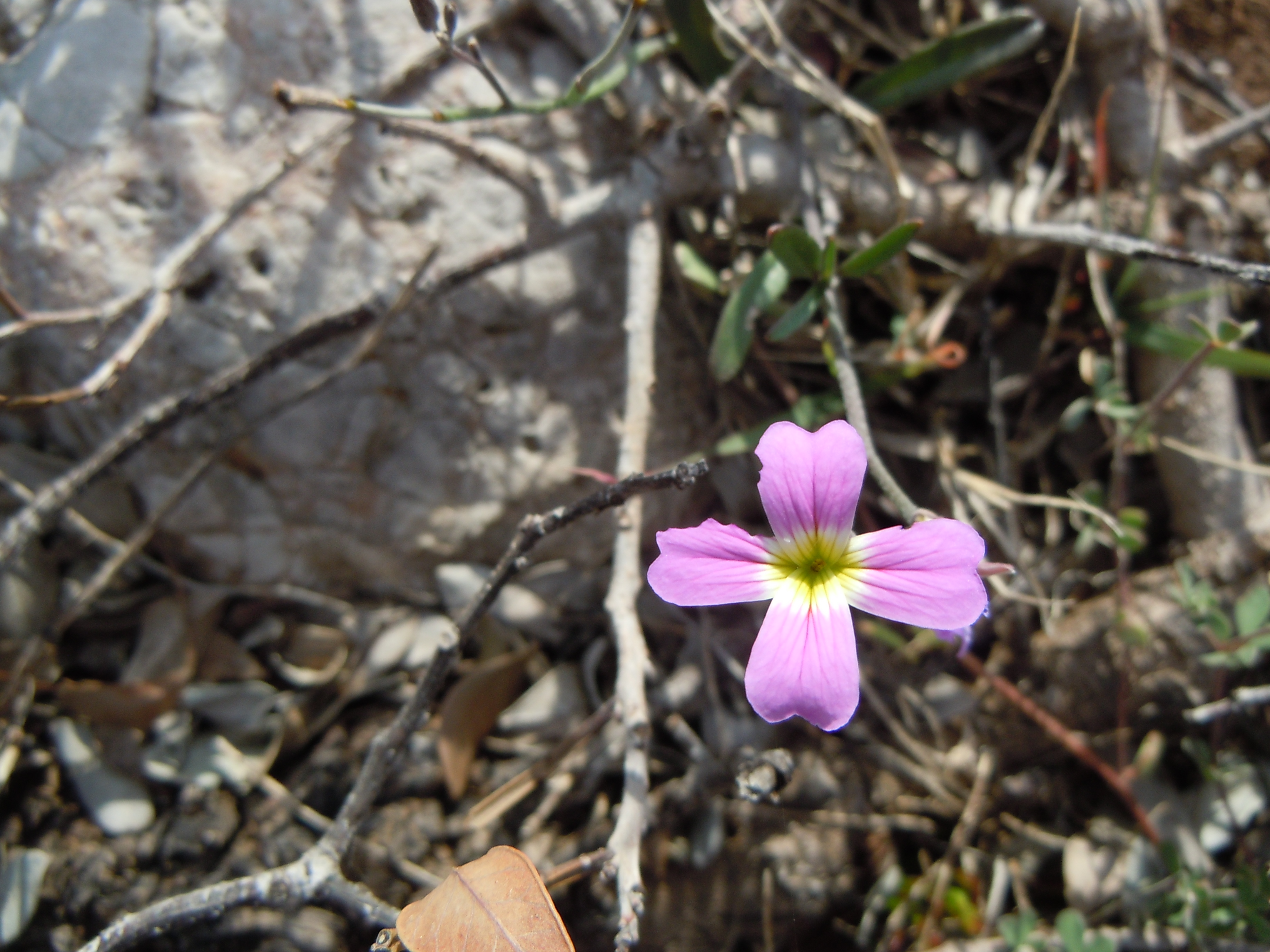
Malcolmia graeca
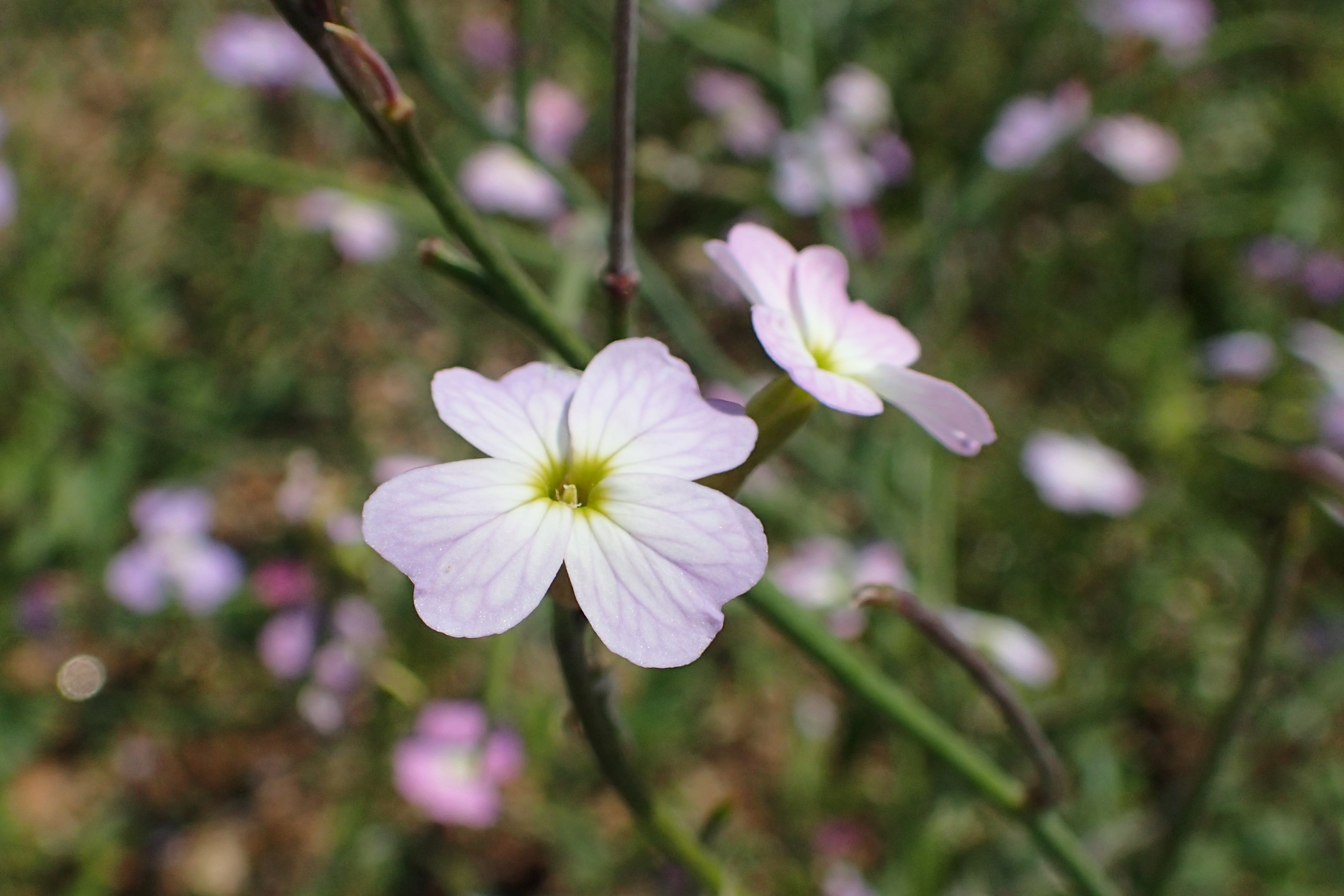
Malcolmia maritima
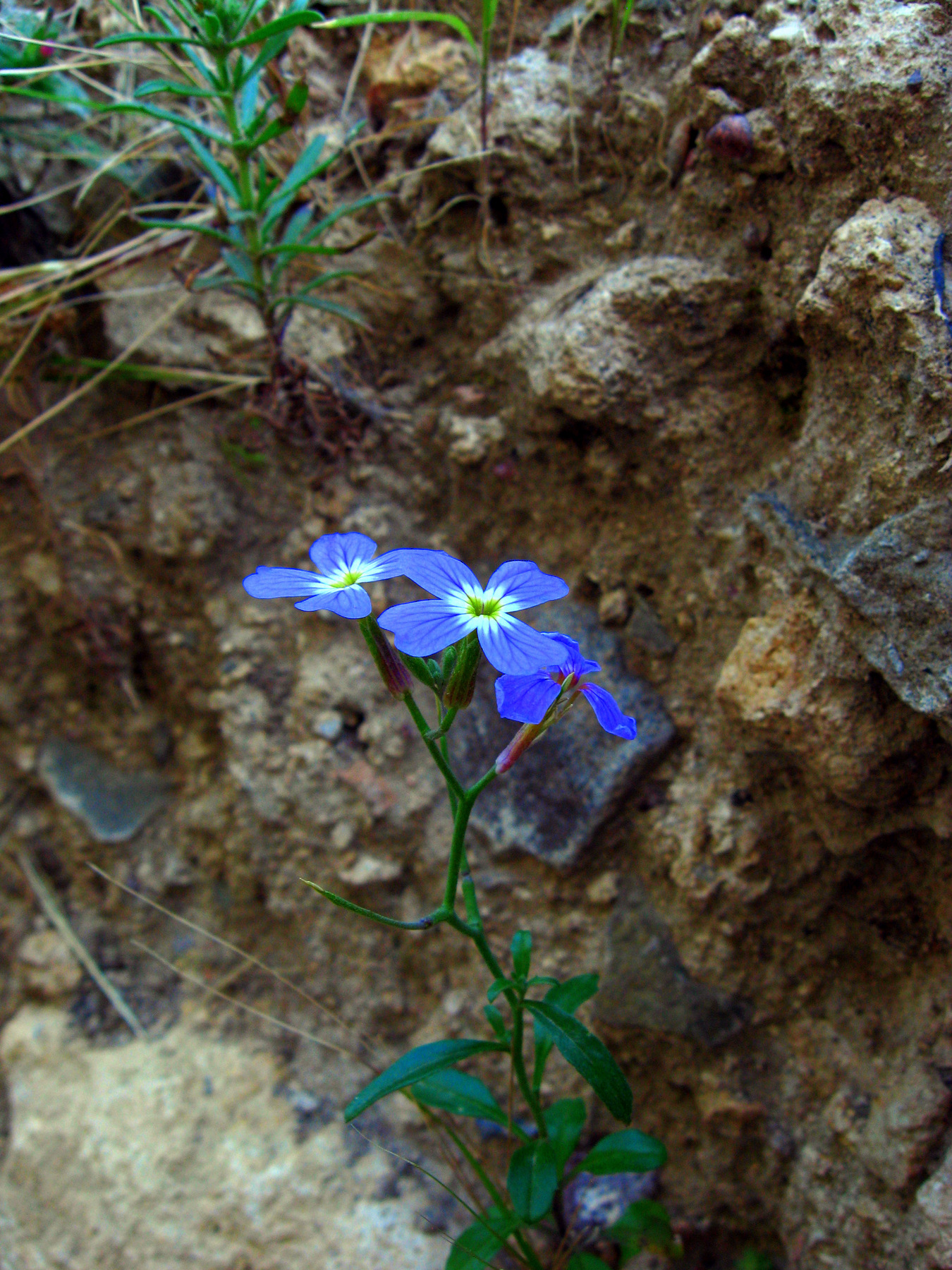
Malcolmia orsiniana